# SN 2009mx
SN 2009mx – supernowa typu Ia-pec odkryta 24 grudnia 2009 roku w galaktyce NGC 2839. W momencie odkrycia miała maksymalną jasność 18,30m.